# سماعات رأس

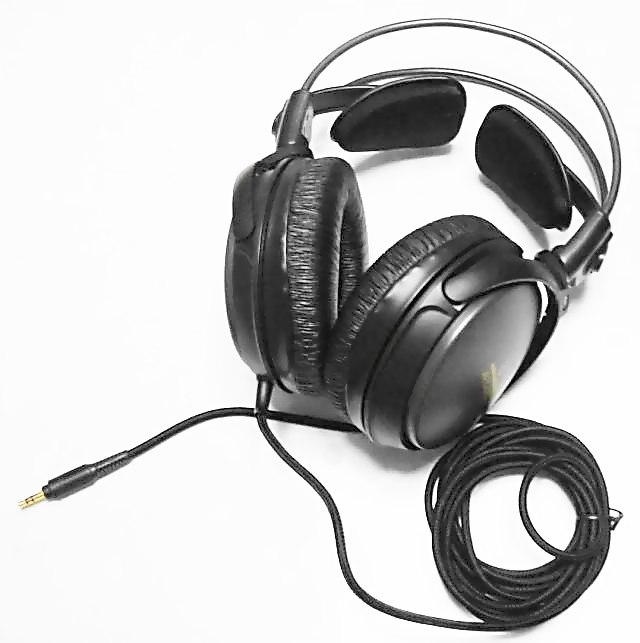
صورة توضيحية لسماعة الرأس.

سماعات الرأس (بالإنجليزية: Headphones)‏ هي اداة تستخدم للاستماع بصورة خاصة للصوت.
كان الناس في الفترة الأولى من ظهور المذياع يعتمدون على سماعات الرأس للاستماع وكانت آنذاك بصيغة المونو (اى بقناة صوت واحدة) (كلا السماعتين يصدرا نفس الصوت لاتصالهم بنفس مصدر الصوت) ثم أصبحت السماعة ذات قناتين للصوت تصدر من كل سماعة صوت منفصل عن الأخرى وسمى النظام بالاستيريو)
الأنواع الحديثة من سماعات الرأس تستطيع عرض الصوت المحيطى حيث تعطى الإحساس الحقيقى لاتجاه مصدر الصوت الا انه يلزم لها عتاد خاص ومادة صوتية تحتوى على مسارات صوت محيطى.
كلما زادت سعة التردد Frequency التي تدعمها السماعة زاد سعرها واستطاعة عرض الصوت بكفأة أعلى وحاليا أغلب سماعات الرأس بها مايك (قد يكون مرتبط بها عن طريق عصا أو بداخل السلك).

سماعة رأس محيطية.

أغلب المكسرات والمشغلات تدعم سماعات الرأس ذات مقاومة تتراوح بين 30 أوم إلى 40 أوم ohms. كلما زادت مقاومة السماعة قل مستوى الصوت الذي تنتجه، ولهذا السبب نرى أن السماعات الكبيرة مقاومتها قليلة حوالي 8 ohms.

## تاريخ
نشأت سماعات الرأس من الحاجة إلى تحرير يد الشخص عند تشغيل الهاتف. كان هناك العديد من المنتجات التي سبقت سماعات الرأس «بدون استخدام اليدين». بحلول تسعينيات القرن التاسع عشر، تم تصنيع أول سماعة رأس من قبل شركة بريطانية تدعى إليكتروفون، أنشأت نظامًا يسمح لعملائها بالاتصال بشكل مباشر خلال العروض في المسارح ودور الأوبرا في جميع أنحاء لندن. يمكن للمشتركين في الخدمة الاستماع إلى الأداء من خلال زوج من سماعات الأذن الضخمة المتصلة أسفل الذقن، والمثبتة بقضيب طويل.
حصل المهندس الفرنسي إرنست ميركادير على براءة اختراع لمجموعة من سماعات الأذن في عام 1891.
اخترع ناثانيال بالدوين من ولاية يوتا في عام 1910 نموذجًا أوليًا لسماعة هاتف نظرًا لعدم قدرته على سماع الخطب الدينية يوم الأحد. عرضه على البحرية الأمريكية للاختبار. قامت شركة Wireless Specialty Apparatus Co بالشراكة مع Baldwin Radio Company بإنشاء منشأة تصنيع في ولاية يوتا لتلبية الطلبات.
نشأت سماعات الرأس من سماعة مستقبل الهاتف، وكانت هذه الطريقة الوحيدة للاستماع إلى الإشارات الصوتية الكهربائية قبل تطوير مكبرات الصوت.
استخدمت هذه السماعات المبكرة مشغلات حديدية متحركة، مع تجهيزات أحادية الطرف أو متوازنة. يتم لف الملفات الصوتية الشائعة أحادية الطرف حول أقطاب المغناطيس الدائم، والتي تم وضعها بالقرب من غشاء فولاذي مرن. يقوم تيار الصوت عبر الملفات بتغيير المجال المغناطيسي للمغناطيس، مما يؤدي إلى قوة متغيرة على الحجاب الحاجز، مما يتسبب في اهتزازه، وينتج عنه موجات صوتية. كان شرط الحساسية العالية يعني عدم استخدام التخميد، وبالتالي فإن استجابة التردد للحجاب الحاجز لها قمم كبيرة بسبب الرنين، مما يؤدي إلى ضعف جودة الصوت. كانت هذه الطرز المبكرة تفتقر إلى الحشو، وكانت غالبًا غير مريحة للارتداء لفترات طويلة. سماعات الرأس المستخدمة في أعمال التلغراف والهاتف لها مقاومة 75 أوم. تلك المستخدمة مع الراديو اللاسلكي المبكر كان لديها المزيد من الأسلاك الدقيقة لزيادة الحساسية. كانت المقاومة من 1000 إلى 2000 أوم شائعة. بعض سماعات الرأس الحساسة للغاية ، مثل تلك التي صنعتها العلامات التجارية حوالي عام 1919، كانت تُستخدم بشكل شائع للعمل الإذاعي المبكر.
في عام 1958 ، أنتج جون سي كوس، عازف الموسيقى والجاز من ميلووكي، أول سماعات استريو. تم تطوير سماعات الأذن الأصغر حجماً، والتي يتم توصيلها بقناة أذن المستخدم، لأول مرة من أجل السماعات الطبية. أصبحت تستخدم على نطاق واسع مع أجهزة الراديو الترانزستور، والتي ظهرت تجاريًا في عام 1954 مع تقديم ريجنسي تي أر-1. الجهاز الصوتي الأكثر شهرة في التاريخ، مما سمح للناس بالاستماع إلى الراديو في أي مكان. تستخدم سماعة الأذن إما محركًا حديديًا متحركًا أو بلورة كهرضغطية لإنتاج الصوت. تم استخدام الموصل مقاس 3.5 مم، وهو الأكثر استخدامًا في التطبيقات المحمولة اليوم.

## طريقة العمل
تعمل سماعات الرأس بنفس كيفية عمل السماعات العادية المبنية على فكرة (بالإنجليزية: voice coil)‏ فعند مرور التيار الكهربائي في ملف من سلك رفيع يقع في مجال مغناطيسي، يبدأ الملف في التحرك، وبالتصميم الخاص للسماعة يتحرك الملف للداخل والخارج، وبلصق غشاء على هذا الملف يهتز الغشاء مولدا اضطرابات في الهواء مكوناً الصوت الأصلي.

## الأنواع
يمكن أن يؤثر حجم سماعة الرأس على التوازن بين الدقة وقابلية النقل. بشكل عام ، يمكن تقسيم شكل سماعة الرأس إلى أربع فئات منفصلة: محيطي (فوق الأذن) ، فوق السمعي (فوق الأذن) ، سماعة أذن وداخل الأذن.

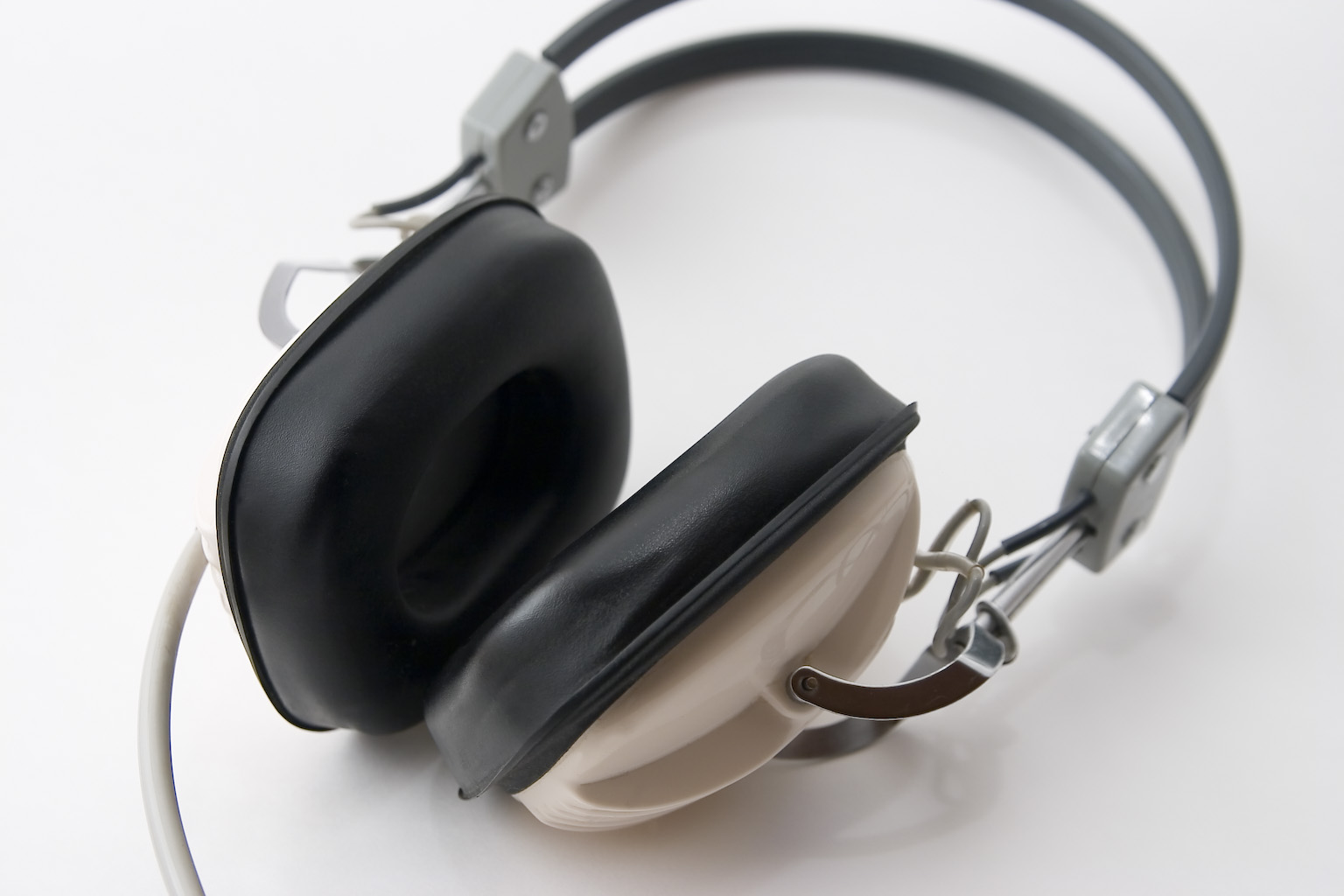
سماعات الأذن المحيطية

### سماعات الأذن المحيطية
تحتوي سماعات الرأس المحيطية (التي يطلق عليها أحيانًا سماعات الرأس بالحجم الكامل أو سماعات الرأس فوق الأذن) على وسادات أذن دائرية أو بيضاوية الشكل تغطي الأذنين. نظرًا لأن سماعات الرأس هذه تحيط بالأذن تمامًا، يمكن تصميم سماعات الرأس المحيطية بحيث تغلق بالكامل على الرأس لتقليل الضوضاء الخارجية. نظرًا لحجمها، يمكن أن تكون سماعات الرأس المحيطية ثقيلة وهناك بعض المجموعات التي يزيد وزنها عن 500 جرام (1 رطل).

### سماعات الأذن فوق السمعية

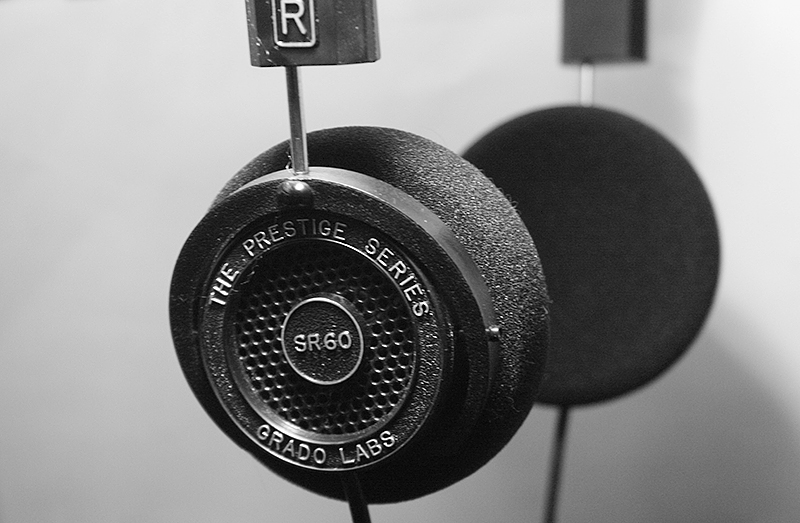
سماعات الأذن فوق السمعية

تحتوي سماعات الرأس فوق السمعية أو سماعات الرأس الموجودة على الأذن على وسادات تضغط على الأذنين وليس حولهما. تم تجميعها بشكل عام مع أجهزة الاستريو الشخصية خلال الثمانينيات. يميل هذا النوع من سماعات الرأس عمومًا إلى أن يكون أصغر حجمًا وأخف وزنًا من سماعات الرأس المحيطية ، مما يؤدي إلى تقليل توهين الضوضاء الخارجية. يمكن أن تؤدي سماعات الرأس الفوق سمعية أيضًا إلى الشعور بعدم الراحة بسبب الضغط على الأذن مقارنة بسماعات الرأس المحيطية التي تدور حول الأذن.

### سماعات الأذن المفتوحة أو مغلقة الظهر
يمكن التمييز بين كل من سماعات الرأس المحيطية وفوق السمعية حسب نوع أغطية الأذن:
سماعات الرأس المفتوحة من الخلف لها الجزء الخلفي من قطع الأذن مفتوحًا. يؤدي هذا إلى تسرب المزيد من الصوت من سماعة الرأس ويسمح أيضًا بمزيد من الأصوات المحيطة في سماعة الرأس ، ولكنه يعطي صوتًا أكثر طبيعية أو يشبه مكبر الصوت.
سماعات الرأس مغلقة الظهر (أو المختومة) تغلق الجزء الخلفي من قطع الأذن. عادة ما تمنع بعض الضوضاء المحيطة. عادةً ما تنتج سماعات الرأس المغلقة من الخلف ترددات منخفضة أقوى من سماعات الرأس المفتوحة من الخلف.

### سماعات الأذن المناسبة لحجم الأذن

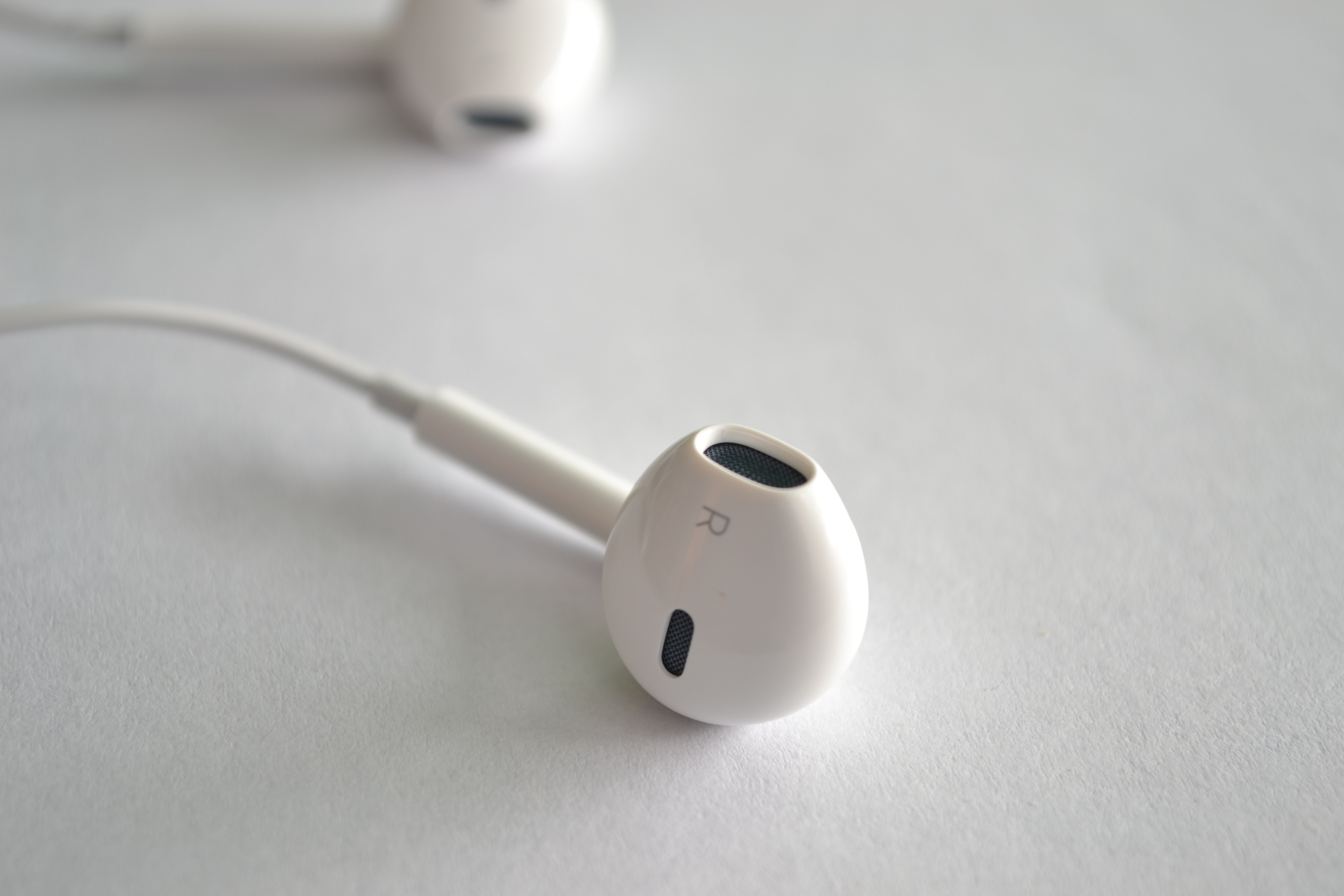
سماعات الأذن الصغيرة

#### سماعات الأذن الصغيرة
سماعات الأذن عبارة عن سماعات رأس صغيرة جدًا يتم تركيبها مباشرة في الأذن الخارجية، وتواجه قناة الأذن ولكن لا يتم إدخالها. تعتبر سماعات الأذن محمولة ومريحة، لكن الكثير من الناس يعتبرونها غير مريحة. لا تكاد توفر أي عزل صوتي وتترك مجالًا لتسرب الضوضاء المحيطة؛ قد يرفع المستخدمون مستوى الصوت بشكل خطير قد يتسبب في فقدان السمع. من ناحية أخرى، فإنها تتيح للمستخدم أن يكون على دراية أفضل بمحيطه.

#### سماعات داخل الأذن
سماعات الرأس داخل الأذن، هي سماعات رأس صغيرة ذات قابلية مماثلة لسماعات الأذن التي يتم إدخالها في قناة الأذن نفسها. وهي سماعات رأس داخل الأذن عالية الجودة ويستخدمها مهندسو الصوت والموسيقيون وكذلك عشاق الصوت.

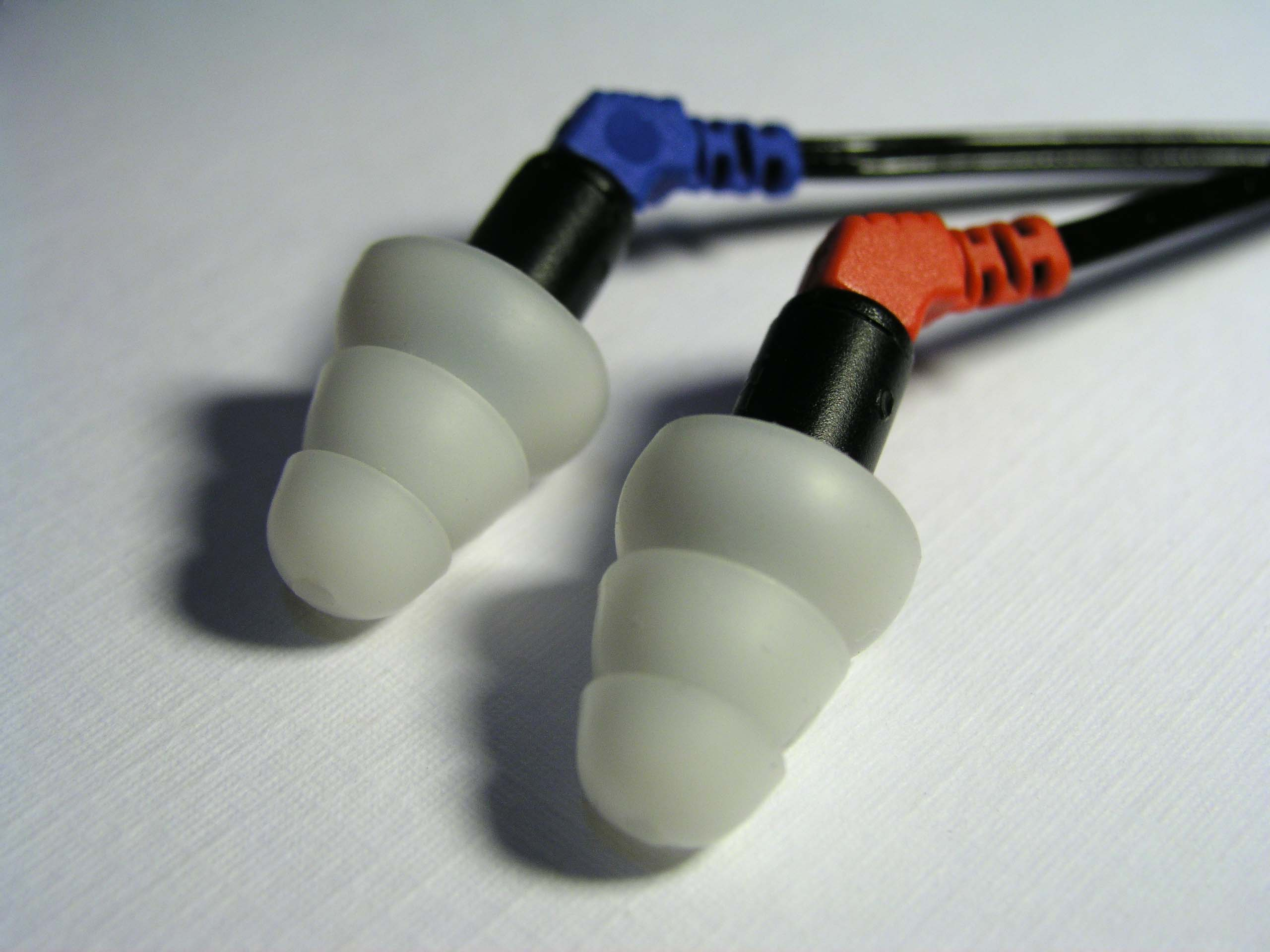
سماعات الرأس داخل الأذن

يتكون الغلاف الخارجي لسماعات الأذن من مجموعة متنوعة من المواد، مثل البلاستيك والألمنيوم والسيراميك وسبائك معدنية أخرى. نظرًا لأن سماعات الرأس داخل الأذن تدخل قناة الأذن، فيمكن أن تكون عرضة للانزلاق وتحجب الكثير من الضوضاء البيئية. يمكن أن يمثل نقص الصوت من البيئة مشكلة عندما يكون الصوت إشارة ضرورية للسلامة أو لأسباب أخرى، مثل المشي أو القيادة أو الركوب بالقرب من أو أثناء مرور المركبات.
سدادات قناة الأذن العامة أو المناسبة مصنوعة من مطاط السيليكون أو المطاط الصناعي. تستخدم سماعات الرأس المخصصة داخل الأذن مصبوبات قناة الأذن لإنشاء سدادات مقولبة مخصصة توفر راحة إضافية وعزلًا للضوضاء.